# کیمبرلی دیویس
کیمبرلی دیویس (انگلیسی: Kimberley Davies؛ زادهٔ ۲۰ فوریهٔ ۱۹۷۳) بازیگر اهل استرالیا است. او برای بازی در مجموعهٔ تلویزیونی همسایگان از سال ۱۹۹۳ تا ۱۹۹۶ مشهور است.
از فیلم‌هایی که وی در آن نقش داشته‌است می‌توان به مهمانی ساحل روانی، بهترین چیز بعدی و ساخته‌شده اشاره کرد.